# Бездітко Віталій Володимирович
Віта́лій Володи́мирович Безді́тко — молодший сержант Збройних сил України, учасник російсько-української війни. У мирний час проживає в Житомирській області.

## З життєпису
Станом на лютий 2016 року — водій; 95-та бригада.
З початку повномасштабного вторгнення був на контракті в Черняхівському ДФТГ.
З 29 березня 2024 року вступив до лав ЗСУ в 115 бригаду ТРО, 139 батальйону , на посаду командир міномета. Брав участь у боях під Старомайорськом, Золотою Нивою, Новоукраїнкою, Вугледаром, Богоявленкою, Шахтарським,  та Максимівкою, Донецької області.
30 листопада на околицях н.п Новоукраїнка отримав вогнепальне кульове поранення[джерело?]

## Нагороди
За особисту мужність, сумлінне та бездоганне служіння Українському народові, зразкове виконання військового обов'язку відзначений — нагороджений
- 10 жовтня 2015 року — орденом «За мужність» III ступеня.